# Maria im Spiegel

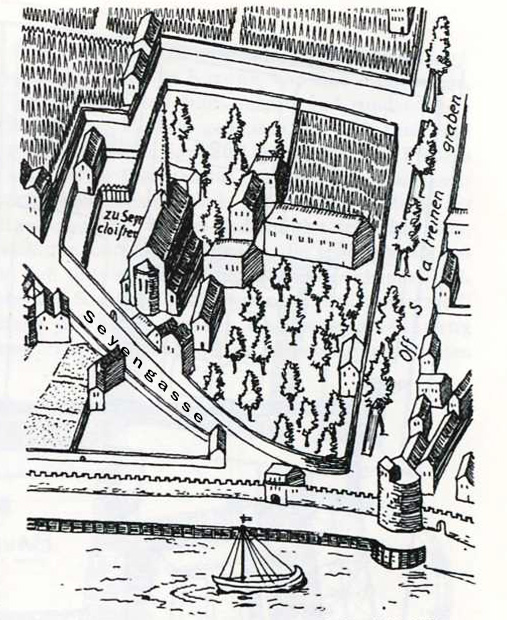
Kloster Maria im Spiegel an der Seyengasse

Maria im Spiegel war ein Kölner Zisterzienserinnenkloster; es wurde später im Volksmund auch Kloster Sion genannt. Es entstand 1246 in der übernommenen Anlage eines Franziskanerklosters und wurde 1613 in ein Birgittenkloster umgewandelt. Im Zuge der Säkularisation wurde das Kloster 1802 aufgehoben.

## Geschichte

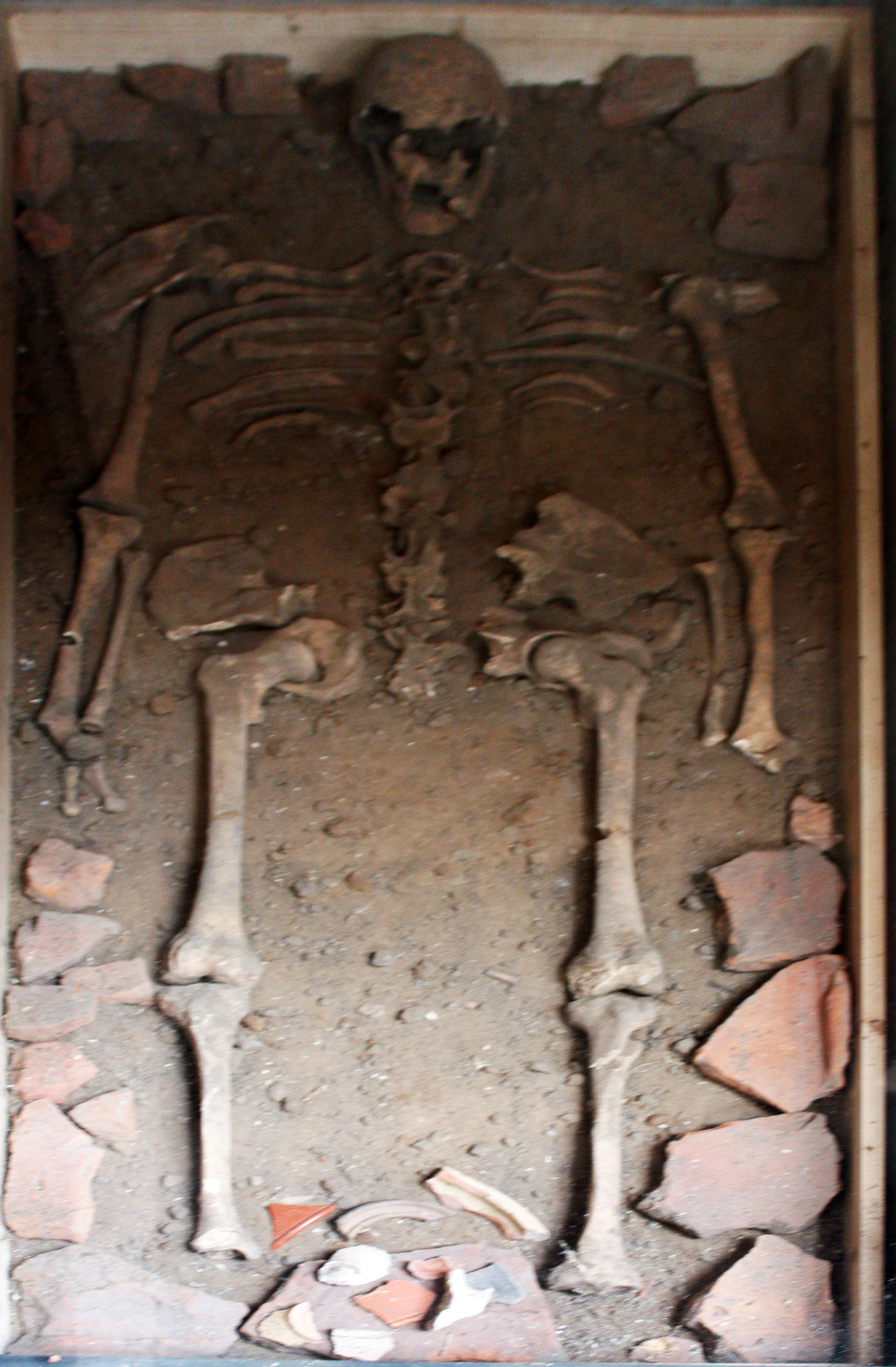
Römisches Grab, Gelände des ehemaligen Klosters Sion

Das über die Dauer der römischen Zeit genutzte südliche Gräberfeld der Römer entlang der stadtauswärts führenden Severinstraße blieb über Jahrhunderte, bis weit in die fränkische Zeit unbebaut. Zeichnungen der frühen Kartografen Anton Woensam und Arnold Mercator zeigen, dass sie in späterer Zeit vorwiegend dem Weinanbau und der Landwirtschaft dienten.
Dieses Gelände befand sich in mittelalterlicher Zeit vorwiegend im Besitz kirchlicher Institutionen oder in der Hand der patrizischen Oberschicht der Stadt. Viele weibliche Nachkommen dieser oft untereinander verschwägerten Familien gründeten Konvente oder traten in solche ein. Durch ihre gesellschaftliche Stellung, ihre Ausbildung und nicht zuletzt die von ihnen eingebrachten Mitgiften, ließen diese Frauen schnell in eine führende Position innerhalb des jeweiligen Ordens aufsteigen. Als Priorinnen oder Äbtissinnen leiteten sie geschickt ihre klösterlichen Niederlassungen. Sie nutzten ihre familiären Bande, die oft bis in die Spitzen weltlicher und klerikaler Ämter reichten und mehrten durch erhaltene Dotationen und Privilegien den Wohlstand ihrer Gemeinschaften.

### Kloster der Franziskaner
Gerhard Quatermar(k)t, ein Kölner Patrizier, schenkte im Jahr 1229 den Franziskanern (Ordo fratrum minorum, Minoriten) ein in der Severinspfarre vor dem Katharinengraben im „Sionstal“ gelegenes Grundstück zur Errichtung eines Oratoriums. Es war die erste dauerhafte Niederlassung der Brüder in Köln, die 1222 erstmals in die Stadt gekommen waren.
Etwa um das Jahr 1245 veräußerten die Ordensbrüder ihre Liegenschaft an den Grafen Heinrich von Sayn und übersiedelten in ihre neue, größere und für ihre Predigttätigkeit zentralere Niederlassung im Pfarrbezirk St. Kolumba in der Innenstadt Kölns. Dort begannen sie auch mit dem Bau der Minoritenkirche.

### Zisterzienserinnenkloster
In die Zeit, als der Weinhandel der rheinischen Zisterzienserklöster auf neue Absatzmärkte drängte, entstanden die Einrichtungen ihrer Stadthöfe (seit  dem 12. Jahrhundert) auch in Köln, ebenso gründeten sich neue Konvente des Ordens.
Das durch den Grafen Heinrich von Sayn († 31. Dezember 1246) und seiner Gattin Mechthild von Sayn, geborene von Landsberg († 12. November 1285) erworbene Anwesen der Minoriten überließen die Eheleute einem Konvent der Zisterzienserinnen, der sich den Namen „Maria im Spiegel“ (de Speculo S. Mariae) gegeben hatte. Die Stiftung enthielt die Klausel, dass Mechthild von Landsberg weiterhin über einen Teil des Gartens und der Gebäude zu verfügen habe und der Rest erst in Ermangelung eines Erben an das Kloster fallen solle. Schon im Folgejahr 1247 unterstellte Papst Innozenz das Kloster seinem Schutz.
Zwei Jahre nach Heinrichs Tod, im Jahr 1248, beauftragte Papst Innozenz die Ordensleitung der Zisterzienser, sich das Kloster „S. Mariae in Speculo“ einzuverleiben und es der besonderen Aufsicht des Abtes von Heisterbach zu unterstellen.

### Kloster und Stifternamen
Der Name des Konvents „Maria im Spiegel“ (de Speculo S. Mariae) war möglicherweise der Familienname der Gründerin, die dem Kölner Patriziergeschlecht der „von Spiegel“ entstammte, deren männliche Vertreter Besitzer großer Höfe waren, und in den Quellen als Amtleute der Richerzeche oder als Schöffen der Stadt angeführt wurden.
Das Kloster wurde von der Gräfin Mechthildis von Sayn im Jahr 1283 ein weiteres Mal bedacht. In diesem den Nonnen zugewandten Vermächtnis benutzte sie die Bezeichnung
van mine Cloister ze Colne.
Die Gönnerin des Klosters, Gräfin Mechthild, wurde im Kloster Sion unter dem von ihr gestifteten Hauptaltar der Klosterkirche beigesetzt.
Weitere Stiftungen an das Kloster erfolgten 1280 durch Cuno von Horne und im Jahr 1331 durch Werner Overstolz.
Im Volksmund wurde in der Folge das Kloster nach den Stiftern Sayn benannt. Man bezeichnete es als Kloster Sion oder Seyne, und zu Hermann von Weinsbergs Zeit nannte man es Jungfernkloster zu Seien. Auch die Bezeichnungen der bis heute erhaltenen, das Kloster ehemals umliegenden Straßen, wie die der Seyengasse, das Sionstal, sowie die nach Mechthild benannten Straßen (Landsberg- und Mechtildisstraße) erinnern an diese Zeit. Lediglich die damalige „Bozengasse“ passte ihren Namen der heutigen Zeit an und wurde zur Buschgasse.

### Klosterkirche
Die Entstehung der Klosterkirche fiel in die Zeit einer verstärkt einsetzenden Bautätigkeit des 13. Jahrhunderts, in der in Köln zahlreiche Kirchen und Klosteranlagen entstanden. Ob die Klosterkirche schon in der nur wenige Jahre andauernden Zeit als Niederlassung der Minoriten oder erst unter der Gräfin Mechthild zu ihrer späteren Größe heranwuchs, ist nicht bekannt. Für die Erbauung unter den Franziskanern wurde die Ähnlichkeit mit der ebenfalls um diese Zeit durch den gleichen Orden entstandenen Kirche des Klosters Seligenthal bei Siegburg angenommen.
Eine noch größere Ähnlichkeit wie die mit der in Seligenthal errichteten hatte das Kirchenbauwerk eines weiteren Kölner Zisterzienserinnenklosters. Es war die um 1260 fertiggestellte Kirche St. Maria ad Ortum, die auch „sent Marie garden“ und später Mariagarten genannt wurde. Wie diese war die Kirche Maria im Spiegel eines der letzten im romanischen Stil errichteten Sakralbauwerke Kölns.
Für die Jahre 1432 und 1571 wurde von enormen Hochwasserständen des Rheins berichtet, von dessen Überschwemmungen auch das in Ufernähe liegende Kloster mit seiner Kirche betroffen wurde. Dazu schrieb der Chronist „Weinsberg“ in einer Anmerkung zum Hochwasserstand: stund der Rhein uff dem hohen Elter. Er brachte damit zum Ausdruck, dass der Wasserstand den Hochaltar der Klosterkirche überschwemmt hatte. Urkunden dieser Unglücksjahre belegen nur eine geringe Bautätigkeit. Der Kauf von Materialien wie Holz und Leyensteine (Schiefer) diente jedoch lediglich Reparaturen und der Ergänzung der Klausur- und Wirtschaftsgebäude, vornehmlich aber einer neuen Bedachung.

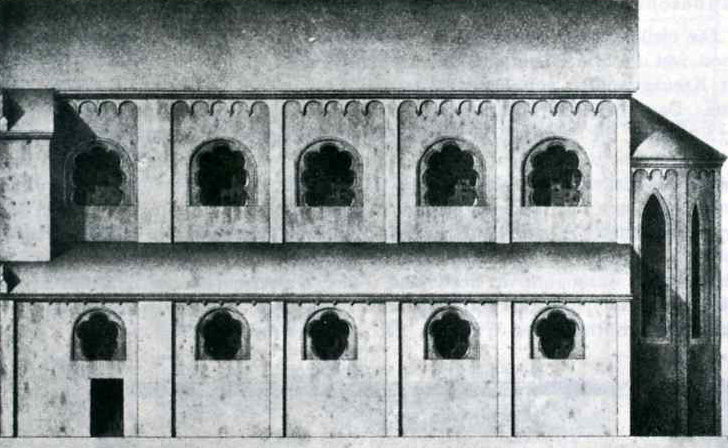
Längsansicht
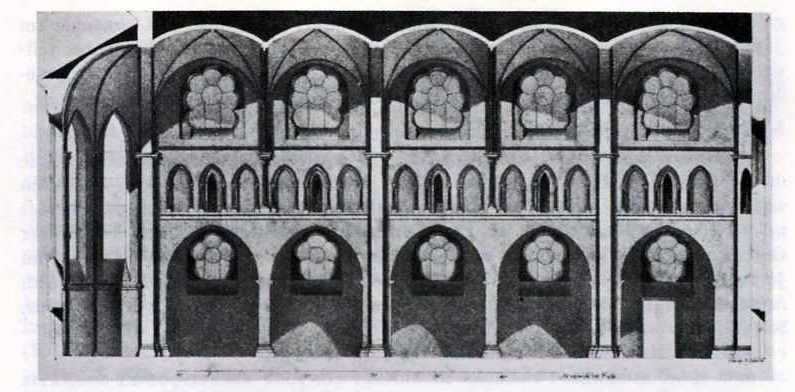
Längsansicht
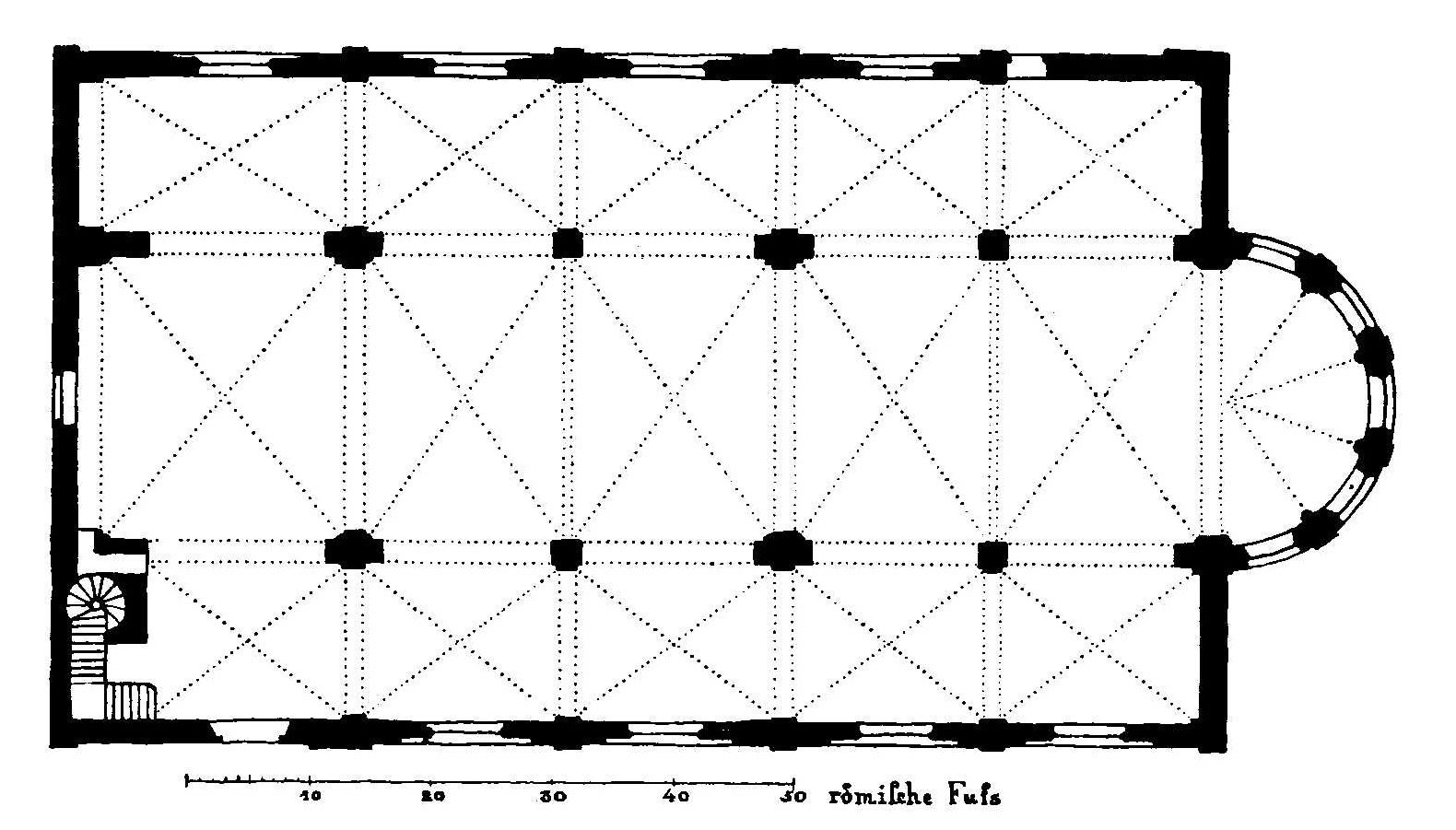
Grundriss in Fuß

#### Baubeschreibung
Die Klosterkirche war eine fünfachsige, mit Kreuzgewölben ausgestattete dreischiffige Pfeilerbasilika. Das Langhaus der Kirche schloss an seiner Ostseite mit einer runden Apsis ab. Das Mittelschiff wies eine Breite von 22 und eine Länge von 107 Fuß auf. Die schmalen Seitenschiffe hatten eine Breite von jeweils 12 ½ Fuß. Jeweils der zweite Pfeiler hatte Vorlagen von halbrunden Diensten und nahm unterstützend die durchgehenden Gurtbögen auf. Die gebündelten Zwischenrippen ruhten auf speziellen Halbsäulen über dem Galeriesockel. Triforienartige Galerien, deren Arkaden kleine Säulenstäbe aus schwarzem Schiefermarmor einfassten, gliederten die Seiten. Weitere Verzierungen erfolgten durch vergoldete Blattkapitelle und Basen. Durch die Seitenschiffe und Obergaden, die mit Fächerfenstern ausgestattet waren, sowie durch den Lichteinfall von fünf hohen spitzbogigen Fenstern der Apsis, wurde der Innenraum gut ausgeleuchtet.
Am Ende des südwestlichen Seitenschiffs befand sich eine aufsteigende Wendeltreppe, welche zu einem in Höhe der Triforien befindlichen Umgang und einer möglicherweise schon zur Zeit der Zisterzienserinnen vorhandenen Westempore führte. Die Tiefe der eingebauten hölzernen Empore nahm nach einer Zeichnung von 1746 zwei, und nach den späteren Angaben von Sulpiz Boisserée nur noch ein Joch in Anspruch.
Das Äußere der Kirche gliederte sich durch eine romanische Lisenenaufteilung und hatte ein umlaufendes, auf zugespitzten Konsolen verlaufendes Bogenfries. Die Gesimse waren ausgeprägt und die Fenster lagen eingebettet in Rundbogenblenden. Das Dach des Langhauses trug in Westen einen typischen bescheidenen Dachreiter der Ordenskirchen.

### Umwandlung in ein Birgittenkloster

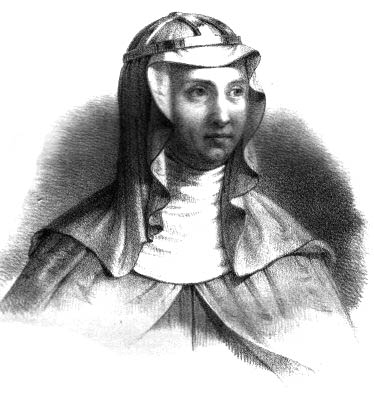
Sankt Birgitta von Schweden (1303–1373)

Ein wenig klösterliches Verhalten der im Konvent Maria im Spiegel lebenden Nonnen veranlasste die oberste Kirchenführung Kölns zu einer Reformierung der Niederlassung. Als zum Ende des 16. Jahrhunderts die Klosterregeln durch die Zisterzienserinnen immer weniger eingehalten wurden, erfolgte ein Wechsel in der Art, dass Schwestern des Marienforster San Salvatorordens der heiligen Birgida nach Köln in das „SeyenKloster“ verlegt wurden. Deren Äbtissin, Ursula Distelmeyer, übernahm 1613 die Leitung einer in der Folge aus zwei Konventen bestehende Niederlassung mit dem männlichen Konvent S. Salvatoris und dem der Schwestern „S. Mariae“. 1614 beorderte der erzbischöfliche Kommissar Johann Weyer weitere vier Marienforster Ordensangehörige nach Köln. Es waren drei Geistliche und ein Laienbruder, zu denen auf Weisung des Generalconfessor Christoph Langen noch drei weitere Ordensbrüder aus dem ebenfalls als Doppelkloster nach der Regel der heiligen Birgitta von Schweden geführten Orden in Marienbaum hinzukamen.

#### Klosteranlagen
Die auf der Skizzierung Mercators von 1571 gezeigte unregelmäßige Anordnung von Gebäuden des Klostergrundstücks wandelte sich nach der Ordensänderung. In der Folge wurden bauliche Anpassungen und Erweiterungen vorgenommen, die den Ordensvorschriften für das Miteinander beider Geschlechter in der Klosteranlage entsprachen. Zu diesem Zweck erhielten die weiblichen Mitglieder der Gemeinschaft einen neuen Klausurbau, dessen Flügel einen etwa 25 Meter im Quadrat umfassenden Innen- oder Kreuzhof umgaben. Zu diesen Erweiterungen trug der Rat der Stadt, neben der Summe von 200 Goldgulden, mit etwa 25000 Ziegeln bei. Die inmitten des Krautgartens errichteten Neubauten der Schwestern schlossen sich an der Westseite über einen Zugang zu der nachträglich eingebauten Nonnenempore der Kirche an. An der Nordseite lag der Bereich der Brüder mit einem fünfseitigen Kreuzhof neben der Kirche. Die dortige Klausur diente dem Prior und den Patres als Wohnung, und ein Zwischenhof führte zu den vor dem Katharinengraben gelegenen Baum- und Weingärten. Der ursprünglich genutzte Klostereingang an der Syengasse blieb erhalten.

### Bekannte Äbtissinnen
- Ursula Distelmeyer, kam mit ersten Marienforster Schwestern als Äbtissin nach Köln
- Catharina de Watzstena, wurde erste Kölner Äbtissin des Birgittenklosters
- Elisabeth Schoels, stiftete 1661 ein Marienbild
- Gudula Clarens, ist belegt durch eine Inschrift ihres Grabsteins († 10. März 1745)[1]

### Aufhebung

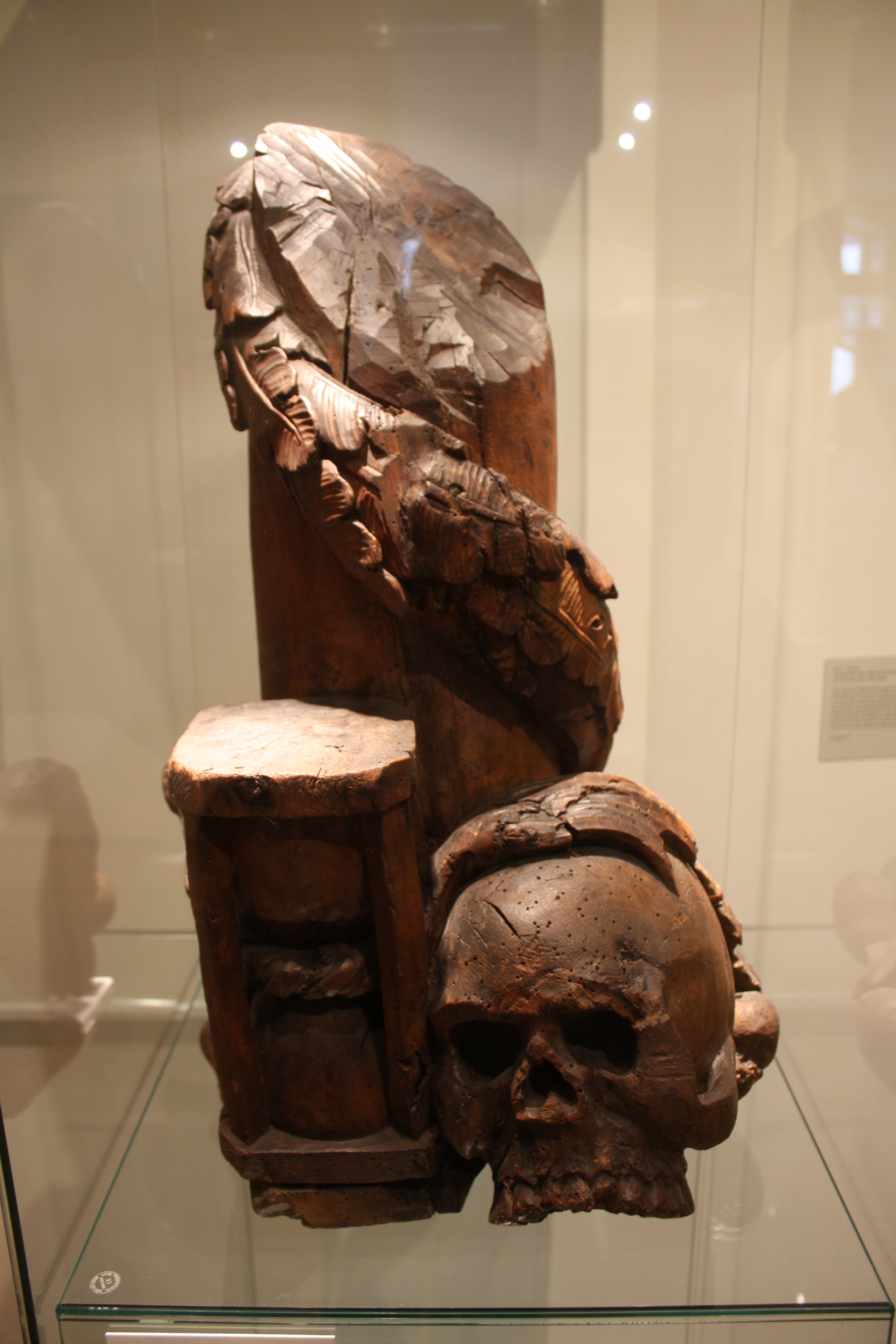
Memento mori des Klosters Sion um 1800

Nach der Säkularisation des Klosters im Jahr 1802 lag die Einrichtung über einige Jahre verlassen. Die Domänenverwaltung verkaufte es dann 1809 an den Geschäftsmann Johann Jakob Goedecke, der das Anwesen zunächst zu Wohnzwecken herrichtete, später aber auf dem Grundstück eine Stärkefabrik errichten ließ. Die Klosterkirche stand bis zum Jahr 1833, ihr Abbruch erfolgte wegen der Errichtung einer dort geplanten Zuckerfabrik. Bereits vor der Niederlegung der Kirche soll nach Noël, ein Kleeblattbogen des Westportals aus Trachyt und Schiefer, in die städtische Sammlung Wallrafs (Wallrafianum, Trankgasse 7) gelangt sein, und später von dort in das Rheinische Museum. Ein noch um 1800 geschaffenes Memento mori des Klosters Sion befindet sich heute im städtischen Zeughaus Museum.

#### Auswärtige Besitzungen
Das Kloster verfügte schon früh über große auswärtige Besitzungen.
- Der „Berchemshof“, im heutigen Köln-Longerich
- In „Ahrheim“, dem heutigen Ahrem bei Lechenich
- In Gleuel, dem heutigen Stadtteil von Hürth
- In Godorf und Wesseling
- Der „Neußerhof“ in Kenten, ein heutiger Stadtteil von Bergheim

Auch diese, soweit noch im Besitz des Klosters befindlichen Güter, wurden 1802 enteignet.